# Акаси (княжество)

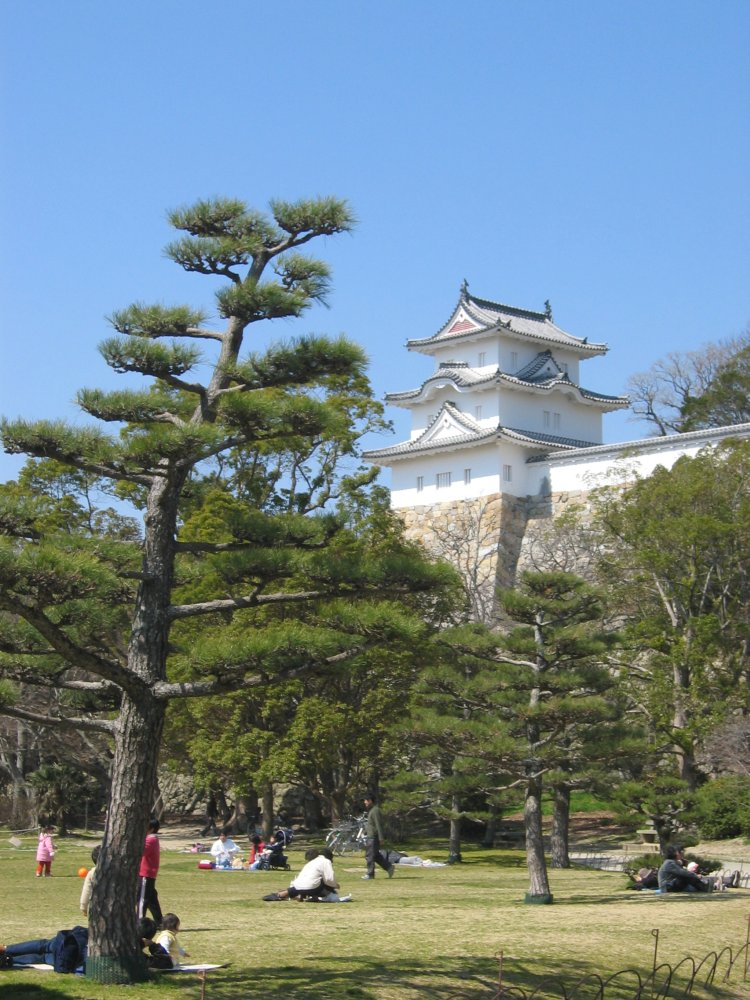
Замок Акаси

Княжество Акаси (яп. 明石藩 Акаси-хан) — феодальное княжество (хан) в Японии периода Эдо (1617—1871), в провинции Харима региона Санъёдо на острове Хонсю (современная префектура Хёго).

## Краткая история
Административный центр княжества: замок Акаси (современный город Акаси, префектура Хёго).
Доход хана:
- 1617—1632 годы — 100 000 коку риса
- 1633—1679 годы — 70 000 коку
- 1679—1871 годы — 60 000 коку риса

Княжество Акаси в провинции Харима было создано в 1617 году. Его первым правителем стал Огасавара Тададзанэ (1596—1667), ранее управлявший Мацусиро-ханом в провинции Синано. В 1632 году он был переведён из Акаси-хана в Кокура-хан (провинция Будзэн).
В 1633—1639 годах доменом владел род Мацудайра (ветвь Тода). В 1633 году правителем княжества стал Мацудайра Ясунао (1617—1634), ранее сидевший в Мацумото-хане (провинция Синано). В 1634 году ему наследовал племянник Мацудайра Мацусигэ (1622—1668), который в 1639 году был переведён в Кано-хан (провинция Мино).
В 1639—1649 годах княжеством владел Окубо Тадамото (1604—1670), бывший правитель Кано-хана. В 1649 году Окубо Тадамото был переведён в Карацу-хан (провинция Хидзэн).
В 1649—1679 годах доменом управлял род Мацудайра (ветвь Фудзии). В 1649 году первым правителем был назначен Мацудайра Тадакуни (1597—1659), ранее владевший Сасаяма-ханом в провинции Тамба. В 1659 году ему наследовал второй сын Мацудайра Нобуюки (1631—1686), который в 1679 году был переведён в Корияма-хан (провинция Ямато).
В 1679—1682 годах княжеством правил Хонда Масатоси (1641—1707), ранее владевший Корияма Синдэн-ханом (провинция Ямато). В 1682 году его перевели в Окубо-хан (провинция Муцу).
В 1682—1871 годах Акаси-ханом владел род Мацудайра (ветвь Этидзэн). В 1682 году из Оно-хана в Акаси-хан был переведён Мацудайра Наоакира (1656—1721). Его потомки управляли доменом вплоть до 1871 года.
Акаси-хан был ликвидирован в 1871 году.

## Правители княжества
- Род Огасавара, 1612—1632 (фудай-даймё)

| № | Имя                 | Имя         | Годы правления | Годы жизни  | Примечания                    |
| - | ------------------- | ----------- | -------------- | ----------- | ----------------------------- |
| 1 | Огасавара Тададзанэ | 小笠原 忠真 | 1612 — 1632    | 1596 — 1667 | Второй сын Огасавары Хидэмасы |

- Род Мацудайра (ветвь Тода), 1633—1639 (фудай-даймё)

| № | Имя                | Имя      | Годы правления | Годы жизни  | Примечания                                                                         |
| - | ------------------ | -------- | -------------- | ----------- | ---------------------------------------------------------------------------------- |
| 1 | Мацудайра Ясунао   | 松平庸直 | 1633 — 1634    | 1617 — 1634 | Третий сын Мацудайры Ясунаги                                                       |
| 2 | Мацудайра Мицусигэ | 松平光重 | 1634 — 1639    | 1622 — 1668 | Третий сын Мацудайры Тадамицу (1598—1629), усыновлён своим дядей Мацудайрой Ясунао |

- Род Окубо, 1639—1649 (фудай-даймё)

| № | Имя            | Имя      | Годы правления | Годы жизни  | Примечания         |
| - | -------------- | -------- | -------------- | ----------- | ------------------ |
| 1 | Окубо Тадамото | 松平庸直 | 1639 — 1649    | 1604 — 1670 | Сын Окубо Тадацунэ |

- Род Мацудайра (ветвь Фудзии), 1649—1679 (фудай-даймё)

| № | Имя                | Имя      | Годы правления | Годы жизни  | Примечания                               |
| - | ------------------ | -------- | -------------- | ----------- | ---------------------------------------- |
| 1 | Мацудайра Тадакуни | 松平忠国 | 1649 — 1659    | 1597 — 1659 | Старший сын Мацудайры Нобуёси            |
| 2 | Мацудайра Нобуюки  | 松平信之 | 1659 — 1679    | 1631 — 1686 | Второй сын и преемник Мацудайры Тадакуни |

- Род Хонда, 1679—1682 (фудай-даймё)

| № | Имя            | Имя      | Годы правления | Годы жизни  | Примечания                |
| - | -------------- | -------- | -------------- | ----------- | ------------------------- |
| 1 | Хонда Масатоси | 本多政利 | 1679 — 1682    | 1641 — 1707 | Второй сын Хонды Масакацу |

- Род Мацудайра (род Этидзэн), 1682—1871 (симпан-даймё)

| №  | Имя                 | Имя      | Годы правления | Годы жизни  | Примечания                                                                  |
| -- | ------------------- | -------- | -------------- | ----------- | --------------------------------------------------------------------------- |
| 1  | Мацудайра Наоакира  | 松平直明 | 1682 — 1701    | 1656 — 1721 | Третий сын Мацудайры Тадаёси                                                |
| 2  | Мацудайра Наоцунэ   | 松平直常 | 1701 — 1743    | 1679 — 1744 | Сын и преемник Мацудайры Наоакиры                                           |
| 3  | Мацудайра Наосуми   | 松平直純 | 1743 — 1764    | 1727 — 1764 | Сын Мацудайры Наоцунэ                                                       |
| 4  | Мацудайра Наохиро   | 松平直泰 | 1764 — 1784    | 1779 — 1804 | Старший сын и преемник Мацудайры Наосуми                                    |
| 5  | Мацударйа Наоюки    | 松平直之 | 1784 — 1786    | 1768 — 1786 | Старший сын Мацудайры Наохиро                                               |
| 6  | Мацудайра Наотика   | 松平直周 | 1786 — 1816    | 1773 — 1828 | Третий сын Мацудайры Наохиро                                                |
| 7  | Мацудайра Нарицугу  | 松平斉韶 | 1816 — 1840    | 1803 — 1868 | Второй сын и преемник Мацудайры Наотики                                     |
| 8  | Мацудайцра Нарикото | 松平斉宣 | 1840 — 1844    | 1825 — 1844 | 26-й сын 11-го сёгуна Японии Токугава Иэнари, усыновлён Мацудайрой Нарицугу |
| 9  | Мацудайра Ёсинори   | 松平慶憲 | 1844 — 1868    | 1826 — 1897 | Старший сын 7-го даймё Мацудайры Нарицугу, усыновлён Мацудайрой Нарикото    |
| 10 | Мацудайра Наомунэ   | 松平直致 | 1869 — 1871    | 1849 — 1884 | Старший сын и преемник Мацудайры Ёсинори                                    |